# Hiyo Maru (schip, 1979)
De Hiyo Maru (Japans: 飛鷹丸) was de tanker en het transportschip van de Japanse walvisvloot. In 1992 is het schip hernoemd van Hiyo Maru naar Oriental Bluebird en is ze in Panama geregistreerd. Na problemen is het schip hernoemd naar Hiyo Maru en voer het schip weer onder de Japanse vlag.

## Registratieproblemen
Op 31 oktober 2008 trok de vlagstaat Panama de vlag in van de Oriental Bluebird. Ook heeft het ICR een boete ontvangen van $10.000. Panama achtte het bewezen dat een aantal internationale regels overtreden waren, waaronder Decree-law Nº7 van 10 februari 1998, Law Nº 2 van 17 januari 1980 en de International Convention for the Prevention of Pollution from Ships (MARPOL). De Oriental Bluebird werd onder meer beschuldigd van het tanken in beschermd gebied (Antarctica) en het vervoeren van walvisvlees, terwijl hiervoor geen vergunning was afgegeven. Het schip was enkel geregistreerd als tanker voor olie en niet als transportschip.
Doordat het schip vlagloos is, mocht het niet uitvaren. Japan heeft het schip nu onder haar eigen vlag geregistreerd. Het schip is in 2010 gesloopt.

## Functie
De Hiyo Maru was een tanker. Het schip tankte de walvisvloot van Japan bij, zodat de schepen niet hoeven terug te keren naar Japan. De walvisvaarders mogen niet in de havens van Australië, Nieuw-Zeeland en Indonesië komen omdat ze illegale stropersactiviteiten ontplooien. Het terugvaren naar Japan zou een zeer kostbare aangelegenheid zijn.
De Hiyo Maru nam na het bijtanken het walvisvlees van de Nisshin Maru mee terug naar Japan, waar het vlees verkocht wordt.
Walvisfabrieksschip:
Nisshin Maru

Harpoenschepen:
Shonan Maru 2 · Yushin Maru · Yushin Maru No.2 · Yushin Maru No.3

Ondersteunend vaartuig:
Hiyo Maru · Kaiko Maru